# 寺本武治
寺本 武治（てらもと たけじ、1884年2月25日 - 1958年12月2日）は、日本の海軍軍人。最終階級は海軍少将。

## 経歴
島根県出身。神戸一中を経て、1905年（明治38年）11月、海軍兵学校（33期）を卒業し、1906年（明治39年）12月、海軍少尉任官。海軍大学校乙種、海軍砲術学校高等科で学ぶ。1911年（明治44年）12月、「筑波」分隊長となり、「三笠」「周防」の各分隊長、砲術学校教官兼分隊長兼海軍機関学校教官、「橋立」分隊長兼砲術学校教官などを経て、1917年（大正6年）11月、海大（甲種15期）を卒業した。
1917年12月、海軍少佐に昇進し海軍省人事局局員（第1課）に就任。1920年（大正9年）12月、「伊勢」砲術長となり、軍令部参謀兼サガレン州派遣軍司令部付に転じ、1921年（大正10年）12月、海軍中佐に進級。1922年（大正11年）11月、兼海軍教育本部員となり、横須賀鎮守府付・欧米各国出張、教育局局員（第1課）、横須賀鎮守府付を歴任。
1925年（大正14年）8月、「青島」特務艦長に就任し、「早鞆」特務艦長、軍令部出仕兼海大教官を経て、海大教官兼陸軍大学校兵学教官となり、1926年（大正15年）12月1日、海軍大佐に昇進した。
1929年（昭和4年）11月、「迅鯨」艦長に就任し、横須賀鎮守府付、「山城」艦長、横須賀鎮守府付・教育局派遣勤務を経て、1932年（昭和7年）12月、海軍少将に進級し軍令部出仕となる。1933年（昭和8年）12月、待命そして予備役編入。同月16日、海大兵学教授嘱託に就任。1941年（昭和16年）11月、軍令部調査事務兼海大教授嘱託に発令され、1942年（昭和17年）12月まで務めた。
1947年（昭和22年）11月28日、公職追放仮指定を受けた。

## 統帥
寺本は海軍大学校の教官として甲種24期から39期（29期を除く）を担当し、戦後も海上自衛隊幹部学校で指導にあたった。寺本が長きに渡り海軍最高学府の教官であったのはその『統帥』理論を評価されたもので、楠木正成、山岡鉄舟の無刀流、神道、儒学、仏教、基督教、回教などを研究し独特の統帥学を創りあげた。また「闘戦経」や「猫の妙術」を授業に使用している。
講義には次のような内容があった。
- 「軍人勅諭に『心だに誠あらば何事もなるものぞかし』とあるが、その誠に限界は無いのか？」
- 「『天壌無窮』は諸行無常の宇宙の法則の圏外に位置するものか？」

戦前の軍の最高学府でこうした設問に接した学生には敬遠するものもあったが、高木惣吉や源田實などの学生に強い印象を残した。

## 栄典
- 1907年（明治40年）2月12日 - 正八位[5]